# عقب‌نشینی (مسیحی)
عقب‌نشینی (انگلیسی: Backsliding) اصطلاحی است که در مسیحیت انجیلی برای توصیف فرآیندی استفاده می‌شود که طی آن فردی که به مسیحیت گرویده به عادات قبل از تبدیل (تولد دوباره (مسیحیت)) بازمی‌گردد و به گناه می‌افتد، زمانی که شخص از خدا روی برمی‌گرداند تا به دنبال خواسته‌های خود باشد.